# مجلس مقاطعة أليكانتي
مجلس مقاطعة أليكانتي (بالإسبانية: Diputación Provincial de Alicante)‏ هو المُؤسسة العامة المسئولة عن الحكومة والإدارة المُستقلة لمقاطعة أليكانتي في منطقة بلنسية ذات الحكم الذاتي. يقع مقره في قصر مقاطعة أليكانتي الواقع في شارع دي لا إستاثيون في مدينة أليكانتي عاصمة المُقاطعة.